# Гаспарян Армен Сумбатович
Армен Сумбатович Гаспарян (4 липня 1975 , Москва ) — російський журналіст і радіоведучий, блогер, письменник, публіцист, громадський діяч, пропагандист, якого підозрюють у закликах до геноциду українців. Автор публіцистичних книг з історії Росії ХХ століття. Один із авторів підручника «Історія Росії» для 10-го класу[первинне джерело].
Заочно засуджений в Україні на 10 років за публічні заклики до геноциду, розповсюдження матеріалів та інші порушення.

## Біографія
Народився 4 липня 1975 року в Москві. Був комсомольцем.
1996 року закінчив факультет журналістики МДУ ім. Ломоносова
На радіостанції «Юність»(1999—2000 і 2002—2006 рр.) був автором програм «Останній штурм», «Нова історія», «Російська дипломатія: Батьківщина і долі». На радіостанції «Маяк»(2000—2001 і 2006—2008) був ведучим програми «Великі битви великої війни», «Друга світова: невідомі голоси історії», «Російські поза Росією». На радіостанції «Голос Росії»(з 2008 по 2014 р., далі — радіо «Sputnik») веде цикл програм «Теорія помилок», «Міфи про війну», «Іноземці в Росії». На радіостанції "Вести FM"веде програми «Паралелі», «Тижневий звіт», «Наше XX століття». Був ведучим політичних дебатів Володимира Жириновського та Сергія Миронова у 2012 році.
З квітня 2012 по вересень 2013 — головний редактор російської служби радіокомпанії «Голос Росії» (змінив на цій посаді Петра Журавльова). З вересня 2013 р. керівник спеціальних проектів Головної редакції координації мовлення радіокомпанії «Голос Росії».
З квітня 2014 року — начальник управління в Міжнародному інформаційному агентстві «Росія сьогодні».
3 листопада 2014 р. брав участь у відкритті мовлення російської радіостанції «Супутник» у Вірменії (106,0 МГц у Єревані).

### Письменник, публіцист та громадський діяч
Автор книг «ОГПУ проти РВВС. Таємна війна у Парижі. 1924—1939 роки», «Операція «Трест». Радянська розвідка проти російської еміграції. 1921—1937 рр». З цих тем виступав на радіостанціях "Ехо Москви"та «Радонеж», телеканалах "Цілком таємно"та «НТВ-Світ».

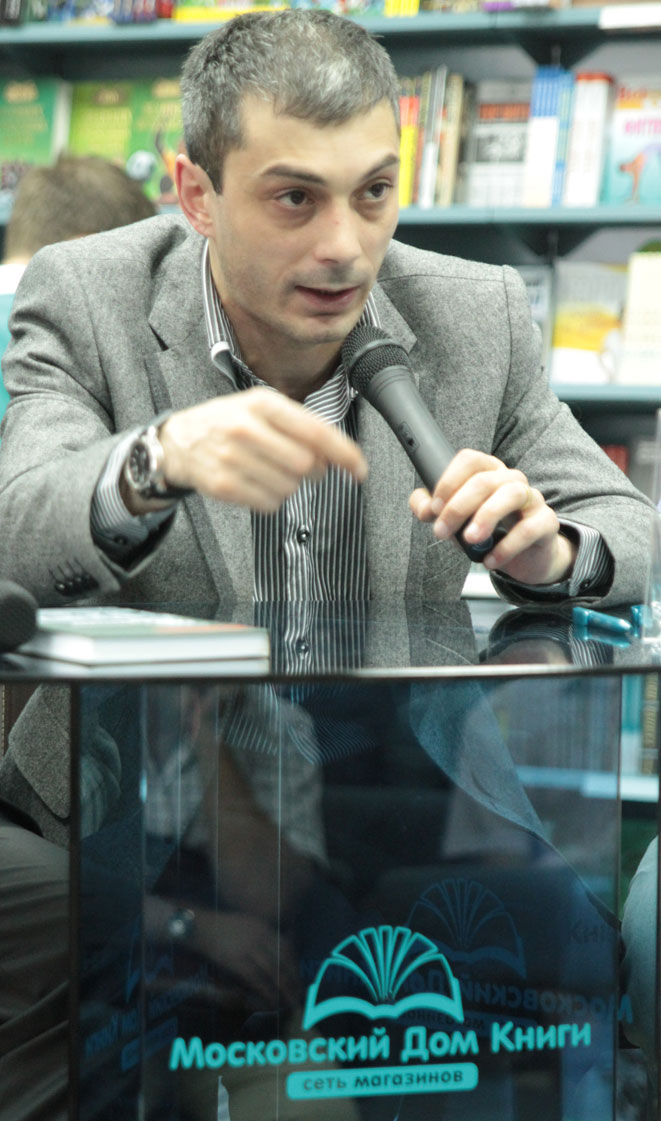
Армен Гаспарян 10 листопада 2012

З 2006 по 2010 рік вів «блог Армена Гаспаряна», присвячений розміщенню матеріалів про історію Білого руху та який мав широку популярність у цій якості.
У 2008 році став одним із творців громадсько-історичної організації «Біла Справа». 2010 року вийшов з організації.
У 2012 році вийшла книга «Невідомі сторінки Великої Вітчизняної війни» за матеріалами циклу радіопередач «Теорія Оман».
2012 року вийшла книга «Генерал Скоблін. Легенда радянської розвідки», присвячена генералу-корнілівцю Скобліну.
У 2013 році увійшов до Центральної ради Російського військово-історичного товариства.
Член Спілки письменників Росії. Член Спілки журналістів Росії. Член Товариства вивчення історії вітчизняних спецслужб.
У березні 2015 року був включений владою Молдови до чорного списку, йому заборонено в'їзд до 2020 року. Колеги Гаспаряна пов'язують це з його виступом на «Голосі Росії», присвяченим війні на сході Україні.
24 жовтня 2017 року в ефірі радіостанції «Вісті FM» у програмі Соловйова «Ліберали, навіщо ви брешете», присвяченій нападу на журналістку Тетяну Фельгенгауер, Армен Гаспарян звинуватив журналіста «Ехо Москви» Ксенію Ларіну в брехні і назвав її «відвертою сволотою». Ларіна зізналася, що покинула Росію, у тому числі після цього виступу.

## Розслідування
12 квітня 2022 року Офіс Генерального прокурора та СБУ повідомили Гаспаряну про підозру в публічних закликах до геноциду, а також виготовленні та розповсюдженні матеріалів із такими закликами. У книзі «Денацификация Украины. Страна невыученных уроков» він просував твердження про так звану «неспроможність української держави до подальшого існування», неповноцінність та другосортність української нації.
Він також закликав владу РФ провести так звану «денацифікацію» України, включно з воєнними діями, та забезпечити повний зовнішній контроль. На його думку «денацифікацію», фактично геноцид українського народу, потрібно починати з так званих «ДНР» та «ЛНР», просуваючись далі по всій території України. Армен запропонував створення фільтраційних і концентраційних таборів для українців. Управління справами президента РФ закупило книгу для вивчення та використання посадовими особами.
У листопаді 2023 року український суд заочно засудив Гаспаряна до 10 років позбавлення волі та конфіскації майна.

## Санкції
У березні 2015 року був занесений владою Молдови до чорного списку, йому заборонено в'їзд до 2020 року. Колеги Гаспаряна пов'язують це з його виступом на «Голосі Росії», присвяченим війні в Україні.
З 13 березня 2022 року Гаспарян знаходиться під санкціями Швейцарії.
15 березня 2022 року Армена Гаспаряна внесено до списку санкцій усіх країн Євросоюзу за «публікацію проросійської пропаганди, пов'язаної з російським вторгненням в Україну».
8 липня 2022 року Гаспаряна внесено до санкційного списку Канади, як «російського діяча дезінформації та пропаганди».
19 жовтня 2022 року потрапив під санкції України через те, що Гаспарян послідовно поширює наративи, які відповідають кремлівській пропаганді і заперечує суверенітет України над Кримом. Крім того, він захищав дії Росії в Керченській протоці, коли вона захопила український корабель.
9 травня 2023 року потрапив під санкції Великої Британії за пропаганду, яка дестабілізує Україну, підриває або загрожує територіальній цілісності, суверенітету чи незалежності України.
29 липня 2022 року оголошений у міжнародний розшук за «публічні заклики до геноциду українського народу і збройного нападу на Україну».

## Нагороди та досягнення
- У 2005 році програма «Великі битви Великої війни» увійшла до трійки найкращих просвітницьких програм премії «Радіоманія»[25].
- В 2006 році за цикл програм «Друга світова війна: невідомі голоси історії» на Радіо «Маяк» став лауреатом Всеросійського конкурсу «Патріот Росії» в галузі радіомовлення[26][27]. Цей же цикл увійшов до трійки найкращих просвітницьких програм національної премії «Радіоманія» у 2006 році, проте премії не отримав[28].
- У 2010 році програма «Теорія оман» стала переможцем Другого фестивалю російськомовних радіостанцій[29].
- У 2012 році серед інших співробітників радіостанції «Голос Росії» став лауреатом конкурсу ЦВК Росії на краще висвітлення парламентських та президентських виборів у Росії[30][31] Програма «Теорія помилок» увійшла до трійки кращих просвітницьких програм національної премії «Радіоманія» у 2012, проте премію не здобула[32].
- Лауреат премії «Слава Росії» 2012 року[33].
- У 2013 році радіопрограма «Теорія оман» (радіостанція «Голос Росії», автор та ведучий Армен Гаспарян) здобула національну премію «Радіоманія» у номінації «Просвітницька програма»[34]
- Авторська програма Армена Гаспаряна «Теорія помилок» — серед переможців конкурсу «Патріот Росії-2013»[35].
- Всеросійський конкурс ЗМІ «Патріот Росії», авторська програма Гаспаряна «Теорія оман» — 2-е місце в номінації «Народна священна»[36].
- У 2015 році нагороджений почесним знаком «За заслуги перед професійною спільнотою» Спілки журналістів Росії (посвідчення № 2191)[37][38].
- Фіналіст конкурсу «Лідери Росії. Політика» (2020).

## Книги
- Гаспарян А. С. Операция «Трест». Советская разведка против русской эмиграции. 1921-1937 гг. — М. : Вече. — 464 с. — (Военные тайны XX века) — 4000 прим. — ISBN 978-5-9533-3534-8.
- Аудиокнига «Русские вне России». — 2007 г.
- Гаспарян А. С. ОГПУ против РОВС. Тайная война в Париже. 1924-1939 гг. — М. : Вече, 2008. — 320 с. — (Военные тайны XX века) — 3000 прим. — ISBN 978-5-9533-2727-5.
- Гаспарян А. С. Неизвестные страницы Великой Отечественной войны. — М. : Вече, 2012. — 320 с. — (Теория заблуждений) — 1500 прим. — ISBN 978-5-9533-6597-0.
- Гаспарян А. С. Генерал Скоблин. Легенда советской разведки. — М. : Вече, 2012. — 416 с. — (Военный архив) — ISBN 978-5-9533-6441-6.
- Гаспарян А. С. Убить Сталина: реальные истории покушений и заговоров против советского вождя. — М. : Эксмо, 2016. — 320 с. — (Тайные смыслы истории) — 7000 прим. — ISBN 978-5-699-92334-2.
- Гаспарян А. С. Тайна личности Ленина: спаситель народа или разрушитель империи?. — М. : Эксмо, 2016. — 318 с. — (Тайные смыслы истории) — 7000 прим. — ISBN 978-5-699-90327-6.
- Гаспарян А. С. Россия в огне Гражданской войны: подлинная история самой страшной братоубийственной войны. — М. : Эксмо, 2016. — 318 с. — (Тайные смыслы истории) — 8000 прим. — ISBN 978-5-699-88599-2.
- Гаспарян А. С. Крах Великой империи: загадочная история самой крупной геополитической катастрофы. — М. : Эксмо, 2016. — 320 с. — (Тайные смыслы истории) — 4000 прим. — ISBN 978-5-699-87367-8.
- Гаспарян А. С. Генерал Скоблин: легенда советской разведки. — СПб. : Питер, 2017. — 399 с. — (Книги Армена Гаспаряна) — 2000 прим. — ISBN 978-5-4461-0349-2.
- Гаспарян А. С. Операция "Трест": шпионский маршрут Москва — Берлин — Париж, блестящий дебют чекистов, крах Белой эмиграции. — СПб. : Питер, 2017. — 352 с. — (Книги Армена Гаспаряна) — 3000 прим. — ISBN 978-5-4461-0372-0.
- Гаспарян А. С. Война после победы. Бандера и Власов: приговор без срока давности: как предатели становятся "героями"националистов, история борьбы с пятой колонной. — СПб. : Питер, 2017. — 236 с. — (Книги Армена Гаспаряна) — 3000 прим. — ISBN 978-5-4461-0346-1.
- Гаспарян А. С. Россия и Германия. Друзья или враги?. — М. : Эксмо, 2016. — 350 с. — (Актуальная тема) — 2000 прим. — ISBN 978-5-699-95194-9.
- Гаспарян А. С. Россия и Германия. Друзья или враги?. — М. : Эксмо, 2017. — 352 с. — (Сатановский Евгений рекомендует) — 2000 прим. — ISBN 978-5-699-95193-2.
- Гаспарян А. С. Денацификация Украины: страна невыученных уроков. — СПб. : Питер, 2018. — 416 с. — (Книги Армена Гаспаряна) — 3500 прим. — ISBN 978-5-4461-0707-0.
- Гаспарян А. С. 1941-1945. Оболганная война: НКВД и СМЕРШ: легенды и факты, 16 мифов о Рейхе, дивизии СС: кровавый путь / Российское военно-историческое общество. — СПб. : Питер, 2018. — 304 с. — (Книги Армена Гаспаряна) — 4000 прим. — ISBN 978-5-4461-0493-2.
- Гаспарян А. С. Ложь Посполита. — СПб. : Питер, 2018. — 192 с. — ISBN 978-5-4461-0806-0.
- Гаспарян А. С., Куликов Д. Е., Саралидзе Г. Т. Революция 1917 года. Как это было?. — СПб. : Питер, 2019. — 224 с. — (Наш XX век. Как это было?) — ISBN 978-5-4461-1025-4.
- Гаспарян А. С., Куликов Д. Е., Саралидзе Г. Т. Эхо войны. Неудобная правда. — СПб. : Питер, 2019. — 160 с. — (Наш XX век. Как это было?) — ISBN 978-5-4461-1033-9.
- Гаспарян А. С., Куликов Д. Е., Саралидзе Г. Т. Оттепель. Как это было?. — СПб. : Питер, 2019. — 192 с. — (Наш XX век. Как это было?) — ISBN 978-5-4461-1050-6.
- Гаспарян А. С., Куликов Д. Е., Саралидзе Г. Т. Эпоха застоя. Как это было?. — СПб. : Питер, 2019. — 192 с. — (Наш XX век. Как это было?) — ISBN 978-5-4461-1092-6.
- Гаспарян А. С., Куликов Д. Е., Саралидзе Г. Т. Перестройка. Как это было?. — СПб. : Питер, 2019. — 192 с. — (Наш XX век. Как это было?) — ISBN 978-5-4461-1041-4.
- Гаспарян А. С., Куликов Д. Е., Саралидзе Г. Т. Вожди и лидеры. Как это было?. — СПб. : Питер, 2019. — 224 с. — (Наш XX век. Как это было?) — ISBN 978-5-4461-1032-2.